# São Lourenço de Mamporcão e São Bento de Ana Loura
São Lourenço de Mamporcão e São Bento de Ana Loura (llamada oficialmente União das Freguesias de São Lourenço de Mamporcão e São Bento de Ana Loura) es una freguesia portuguesa del municipio de Estremoz, distrito de Évora.

## Historia
Fue creada el 28 de enero de 2013 en aplicación de una resolución de la Asamblea de la República de Portugal promulgada el 16 de enero de 2013 con la unión de las freguesias de São Bento de Ana Loura y São Lourenço de Mamporcão, pasando su sede a estar situada en la antigua freguesia de São Lourenço de Mamporcão.

## Demografía
| Gráfica de evolución demográfica de São Lourenço de Mamporcão e São Bento de Ana Loura entre 2011 y 2021 |
| |
| Datos según el nomenclátor publicado por el INE portugués.                                               |